# Lubań
Lubań (tyska: Lauban) är en stad i Nedre Schlesiens vojvodskap i sydvästra Polen, belägen vid Bóbrs biflod Kwisa. Staden är huvudort för det administrativa distriktet Powiat lubański. Administrativt utgör staden en stadskommun, med 21 788 invånare i juni 2014. Lubáns stad är medlem av det tysk-polsk-tjeckiska regionala samarbetsorganet Euroregion Neisse.

## Geografi
Lubań ligger i östra delen av det historiska landskapet Oberlausitz, i norra utkanten av Pogórze Izerskie, de norra utlöparna av Jizerbergen. I stadens centrum, på västra sidan av floden Kwisa, mynnar den mindre floden Siekierka ut i Kwisa. Avståndet till gränsstaden Zgorzelec vid den tyska gränsen är omkring 25 kilometer västerut. Den större staden Jelenia Góra ligger omkring 45 kilometer åt sydost. 
Staden är rastställe för den polska sektionen av pilgrimsvägen Jakobsleden.

## Historia

### Medeltiden

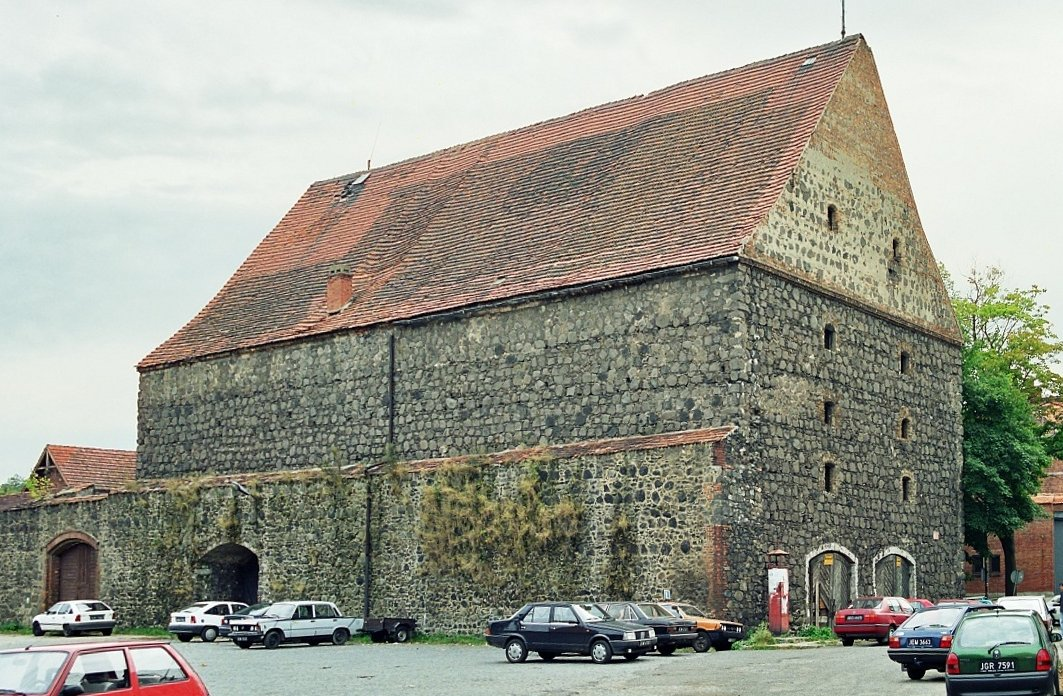
Saltmagasin uppfört 1539.

Under första halvan av 1200-talet fick Lubań stadsrättigheter genom Magdeburglagarna. Staden grundades på platsen för en tidigare slavisk bosättning från äldre medeltid.
Staden ligger i östra delen av det historiska landskapet Oberlausitz och var 1253-1319 ett län tillhörande markgrevskapet Brandenburg och huset Askanien. Hertigen Henrik I av Jawor blev därefter länsherre i staden fram till sin död 1346, då staden blev del av kungariket Böhmen. I maj 1427 intogs staden av husiternas armé och omkring 1000 katoliker dödades i den följande massakern, varav många var böhmiska präster och studenter från Prags universitet. Prästen Johannes Rimer dog martyrdöden i samband med händelserna och helgonförklarades senare av den katolska kyrkan. 1431 intogs staden åter av husiterna och förstördes.

### Reformationen och religionsstrider
Borgarna i staden konverterade till protestantismen omkring 1540, men Magdalenasystrarnas kloster blev kvar i staden. Kyrkan delades mellan de protestantiska borgarna och de katolska nunnorna, och tillsammans med Bautzen var staden en av två städer i Oberlausitz med en simultankyrka som användes av båda religionerna. 
Lauban blev tillsammans med Böhmen del av Habsburgmonarkin från början av 1500-talet. Staden tvingades inkvartera svenska, sachsiska och kejserliga trupper under trettioåriga kriget. Genom freden i Prag 1635 tillföll staden kurfurstendömet Sachsen. Efter kriget kom många protestantiska flyktingar från Schlesien och Böhmen att slå sig ner i staden, då de förföljts under motreformationen.
Under stora nordiska kriget uppehöll sig mellan 12 och 14 september 1707 den svenske kungen Karl XII i staden, där dokumenten för Altranstädtkonventionen utbyttes.

### Under Preussen och Tyskland
Östra Oberlausitz med staden Lauban tillföll kungariket Preussen  efter Wienkongressen 1815. Under preussiskt och tyskt styre var Lauban kretsstad i regeringsområdet Liegnitz i provinsen Schlesien. 1854 grundades stadens terrakottafabrik. Terrakottan användes som byggmaterial med en karakteristisk djupröd ton, och användes bland annat till fasadbeklädnaden på det kända Rotes Rathaus i Berlin. Under 1890-talet gick man över till att producera kakel, som exporterades över hela världen fram till andra världskrigets utbrott. Staden fick även en betydande textilindustri under slutet av 1800-talet och stadens tillverkare hade 95 procent av den tyska marknaden för näsdukar. Staden blev känd genom reklamsloganen Lauban putzt der Welt die Nase, "Lauban torkar världens näsor". Andra viktiga arbetsgivare var Deutsche Reichsbahn och Julius Müllers vävstolsfabrik.
Staden förstördes till 60 procent i strider under slutskedet av andra världskriget. I februari 1945 intogs delar av staden av Röda armén, men den återtogs därefter i mars av Wehrmacht. Med anledning av det starka motståndet i staden valde rikspropagandaministern Joseph Goebbels staden som plats för sitt sista Wochenschauframträdande, där han manade till fortsatt motstånd.

### Efterkrigstiden
Efter Röda arméns återintåg i maj 1945 hamnade staden på den östra sidan av Oder-Neisselinjen och överlämnades till den polska förvaltningen. Stadens polska namn Lubań blev därefter stadens officiella namn, och de omkring 3000 återstående tyska invånarna fördrevs 1946.
Lubań förlorade sin status som distriktshuvudort 1950, men återfick denna status vid den stora polska administrativa reformen 1 januari 1999. Under 1950-talet revs det historiska kvarteret i mitten av stora torget, men mellan 1997 och 2002 återuppbyggdes det, med moderna butiker i gatuplanet.

## Sevärdheter

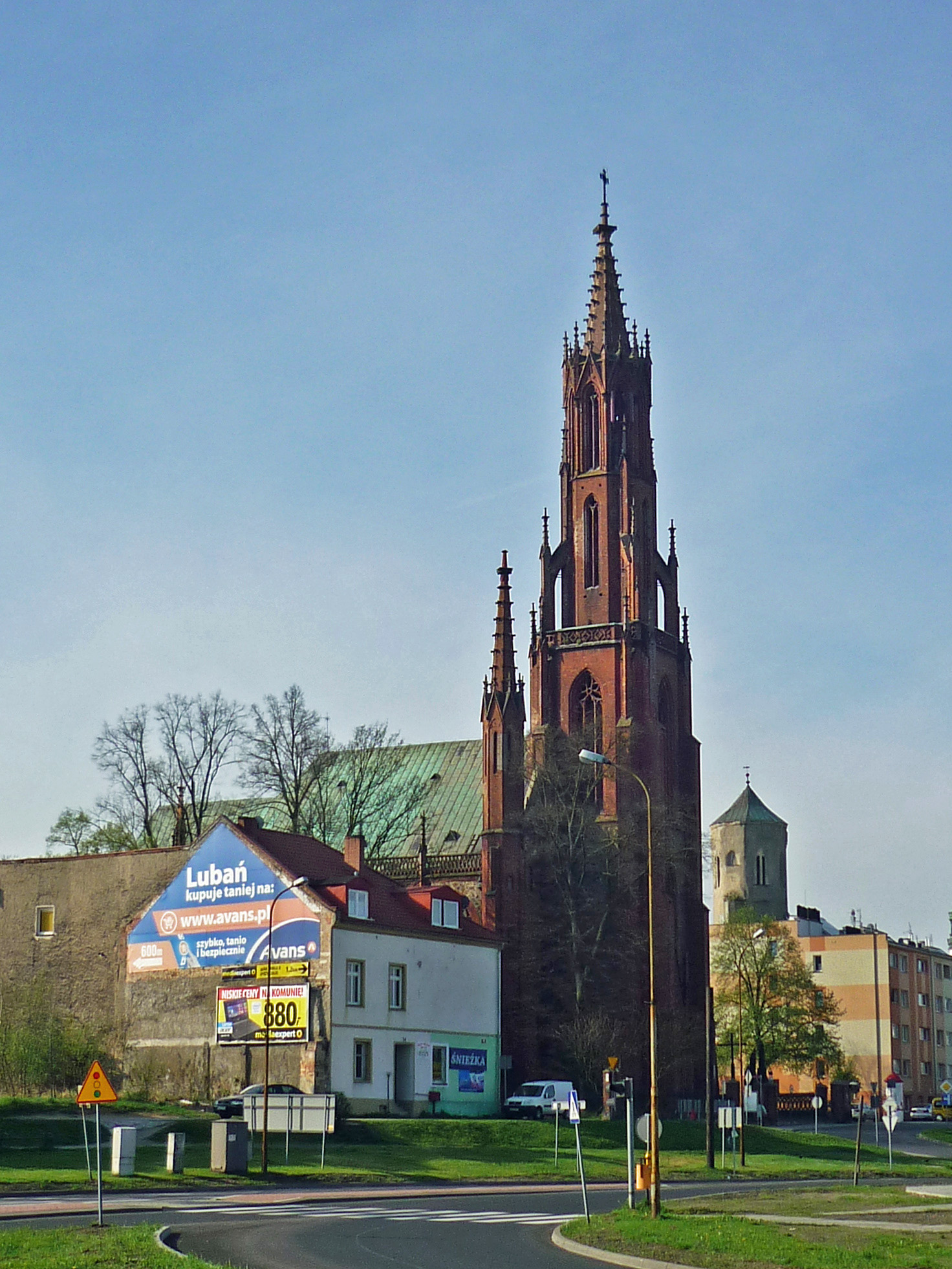
Trefaldighetskyrkan

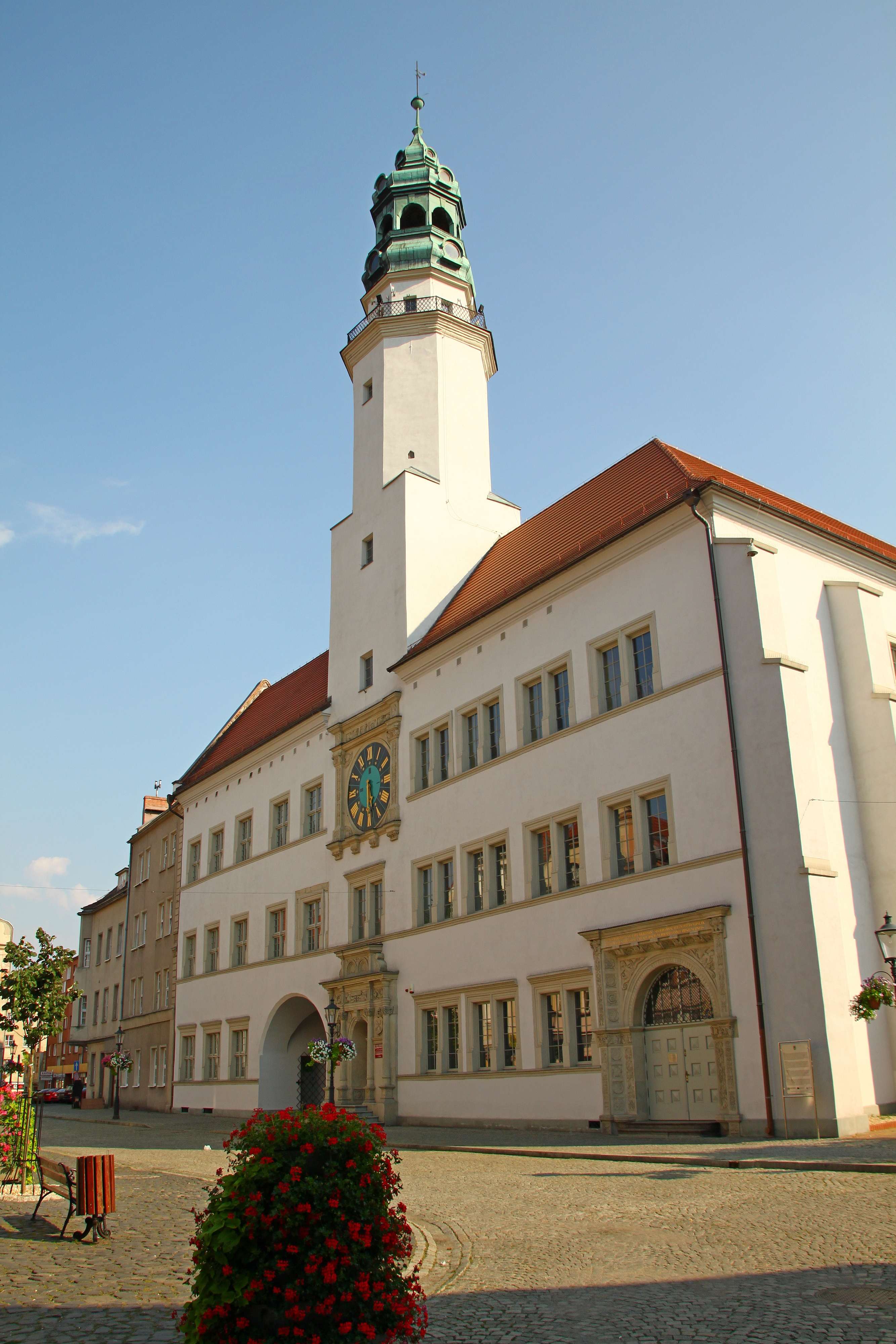
Gamla rådhuset med regionmuseet.

- Trefaldighetskyrkan omnämns första gången 1329 och stod fram till 1810 under Magdalenasystrarnas beskydd. Den tidigare byggnaden från 1400-talet revs efter en brand 1879. Redan 1857-1861 hade den nuvarande nygotiska kyrkan uppförts i anslutning till den gamla, efter ritningar av Alexis Langer.
- Den protestantiska Mariakyrkan omnämns första gången 1384 och var ursprungligen den katolska begravningskyrkan. Den ursprungliga byggnaden förstördes av husiterna 1452 och nyuppfördes därefter. Kyrkan har flera gånger byggts om, och den nuvarande nygotiska inredningen tillkom 1887-1888.
- Det gamla rådhuset i renässansstil uppfördes mellan 1539 och 1544 och återuppbyggdes efter en brand 1561. Efter flera ombyggnader och moderniseringar förstördes huset delvis 1945 i andra världskriget och rekonstruerades under 1960-talet. Byggnaden inrymmer idag regionmuseet.
- Kopia av den kursachsiska postkolonnen vid torget.
- Resterna av den kursachsiska milstenen som tidigare stod vid värdshuset i Pisarzowice.
- Den tidigare latinskolan från 1591 är idag yrkesskola.
- Köpmannahus från 1715
- Brödratornet och rester av stadsmuren

## Näringsliv
Imkafabriken i staden tillverkar våtservetter och pappershanddukar.

## Personer från Lubań
- Helmut Bakaitis (född 1944), tysk-australiensisk skådespelare.
- Jacob Bartsch (1600–1633), astronom.
- Martin Behm (1557–1622), psalmförfattare.
- Gottlob Wilhelm Burmann (1737–1805), poet och journalist.
- Jacek Dewódzki, musiker.
- Paul Fabricius (1529–1589), humanist, matematiker, astronom, botaniker, geograf och poet.
- Karl Hanke (1903-1945), nazistisk politiker, SS-officer, Reichsführer-SS under de sista krigsveckorna 1945.
- Christian Gottfried Hoffmann (1692–1735), jurist och historiker.
- Heinz Kessler (1920-2017), Östtysklands överbefälhavare 1967-1990.
- Alicja Leszczyńska (född 1988), volleybollspelare.
- Friedrich Wilhelm Alexander von Mechow (1831–1900), preussisk officer och upptäcktsresande.
- Johanna Olbrich (1926–2004), östtysk spion.
- Günter Ortmann (1916–2002), handbollsspelare.
- Agnieszka Stanuch (född 1979), slalomkanotist.
- Axel Ullrich (född 1943), biokemist.
- Konrad Weiss (född 1942), tysk regissör och politiker för Allians 90/De gröna.

## Vänorter
- Skjern, Danmark, sedan 1992
- Kolín, Tjeckien, sedan 1997
- Löbau, Tyskland, sedan 1998
- Prienai, Litauen, sedan 1999
- Kamenz, Tyskland